# مواطن القارة الشمالية

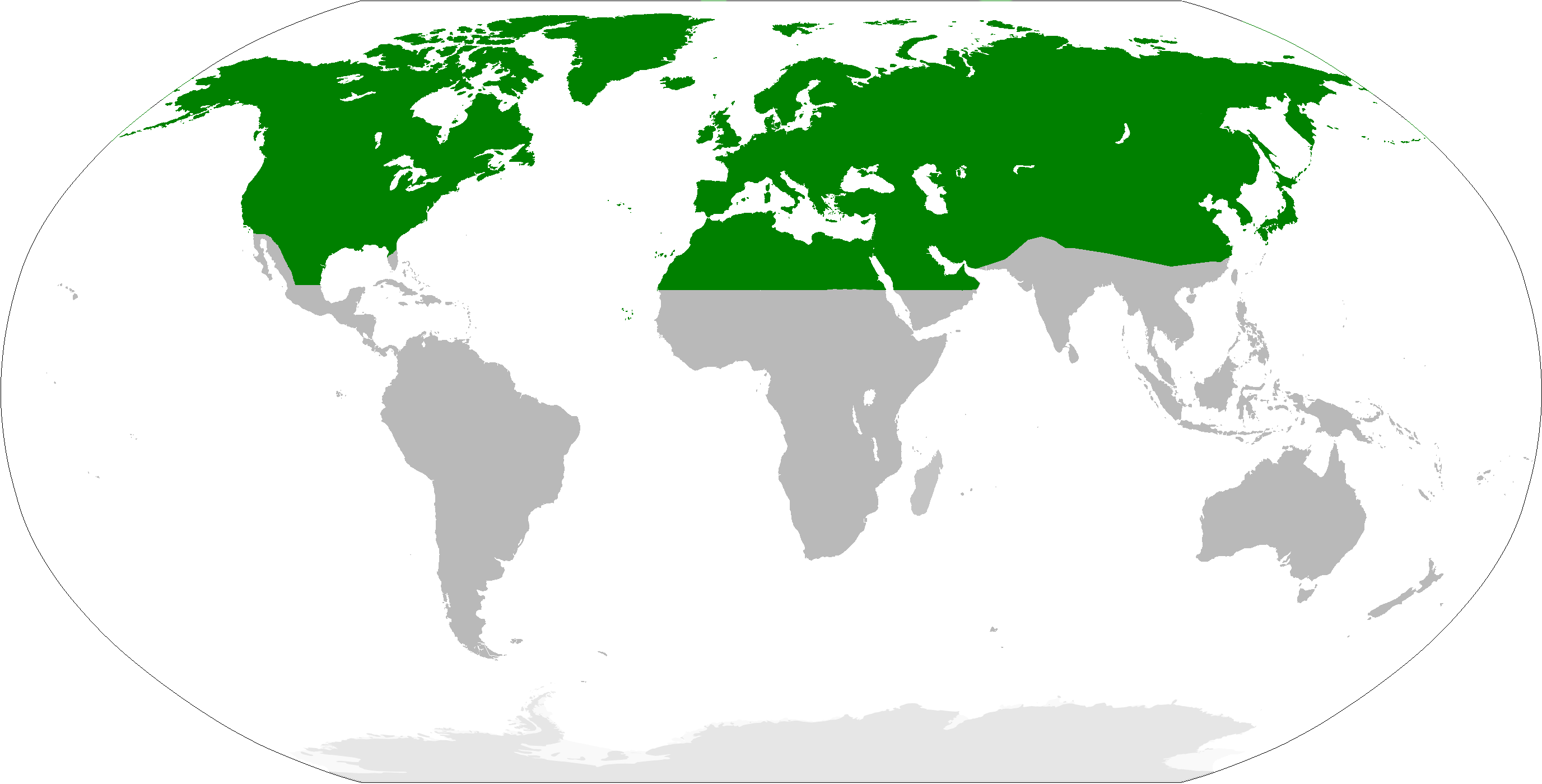
مواطن القارة الشمالية - Holarctic

مواطن القارة الشمالية أو مملكة القطب الشمالي، (بالإنجليزية: Holarctic realm)‏، نطاق بيئي بشير إلى المواطن الموجودة في جميع أنحاء القارة الشمالية، من العالم ككل.
تنقسم هذه المنطقة إلى منطقة قطبية شمالية قديمة، والإقليم القطبي الشمالي الجديد. المنطقة القديمة هي شمال إفريقيا وكل منطقة أوراسيا، باستثناء جنوب شرق آسيا، وشبه القارة الهندية. تقع الإقليم القطبي الشمالي الجديد في أمريكا الشمالية شمال الجنوب المكسيك.
وتنقسم هذه أيضًا إلى مجموعة متنوعة من المناطق البيئية. توجد العديد من النظام البيئي، ومجتمعات الحيوانات، والنباتات التي تعتمد عليها، عبر قارات متعددة في أجزاء كبيرة من هذا منطقة بيئية.
إن استمرارية هذه النظم الإيكولوجية، ناتج عن التاريخ الجليدي المشترك لمنطقة البيئة هذه. أيضًا، خلال الفترات الجليدية، تمكنت الثدييات الحيوانات، من العبور من آسيا، إلى أمريكا الشمالية، عبر مضيق بيرينغ.